# Xiphophorus
Xiphophorus ist eine Gattung der Lebendgebärenden Zahnkarpfen. Die Fische kommen auf der atlantischen Seite des südlichen Nordamerika (Mexiko) und Mittelamerikas von Coahuila bis Honduras vor. Der Name Xiphophorus ist die latinisierte Form der Zusammensetzung der beiden griechischen Wörter xiphos (Schwert) und phorein (tragen). Ursprünglich bestand die Gattung nur aus Arten, deren Männchen einen schwertartigen Fortsatz an der unteren Schwanzflosse tragen, deren bekanntester Vertreter auch den Namen Schwertträger (Xiphophorus hellerii) führt. Spätere Forschungen ließen jedoch erkennen, dass die damals unter dem (auch als Untergattung genannten) Gattungsnamen Platypoecilus geführten Platys mit den Schwertträgern so nahe verwandt sind, dass sie derselben Gattung zugerechnet werden müssen.

## Merkmale
Xiphophorus-Arten erreichen Längen zwischen 3,5 cm (Männchen von Xiphophorus continens) und 16 cm (Weibchen von Xiphophorus hellerii). Es sind kräftig gebaute, langgestreckte bis gedrungene Fische. Es besteht ein deutlicher Geschlechtsdimorphismus. Die Weibchen aller Arten werden deutlich größer als die Männchen.

## Lebensweise
Xiphophorus-Arten leben meist in fließenden Gewässern von Gebirgsbächen bis zu den Flussmündungen, daneben auch in Seen, Sümpfen und Lagunen. Brackwasser wird gemieden. Sie ernähren sich von wirbellosen Tieren und pflanzlicher Kost.

## Arten
Die Gattung Xiphophorus umfasst folgende 26 Arten:
- Nördliche Schwertträger
  - Xiphophorus birchmanni Lechner & Radda, 1987
  - Xiphophorus continens Rauchenberger, Kallman & Morizot, 1990
  - Xiphophorus cortezi Rosen, 1960 (Cortez-Schwertträger)
  - Xiphophorus malinche Rauchenberger, Kallman & Morizot, 1990
  - Xiphophorus montezumae Jordan & Snyder, 1899 (Montezuma-Schwertträger)
  - Xiphophorus multilineatus Rauchenberger, Kallman & Morizot, 1990
  - Xiphophorus nezahualcoyotl Rauchenberger, Kallman & Morizot, 1990 (Nördlicher Bergschwertträger)
  - Xiphophorus nigrensis Rosen, 1960
  - Xiphophorus pygmaeus Hubbs & Gordon, 1943 (Zwergschwertträger)
- Südliche Schwertträger
  - Xiphophorus alvarezi Rosen, 1960 (Blauer Schwertträger)
  - Xiphophorus clemenciae Álvarez, 1959 (Gelber Schwertträger)
  - Xiphophorus hellerii Heckel, 1848 (Schwertträger)
  - Xiphophorus kallmani Meyer & Schartl, 2003
  - Xiphophorus mayae Meyer & Schartl, 2002
  - Xiphophorus mixei Kallman, Walter, Morizot & Kazianis, 2004
  - Xiphophorus monticolus Kallman, Walter, Morizot & Kazianis, 2004
  - Xiphophorus signum Rosen & Kallman, 1969 (Komma-Schwertträger)
- Platys
  - Xiphophorus andersi Meyer & Schartl, 1980 (Gelber Schwertschwanzplaty)
  - Xiphophorus couchianus (Girard, 1859) (Monterrey-Platy)
  - Xiphophorus evelynae Rosen, 1960 (Hochland-Platy)
  - Xiphophorus gordoni Miller & Minckley, 1963
  - Xiphophorus maculatus (Günther, 1866) (Platy, Spiegelkärpfling)
  - Xiphophorus meyeri Schartl & Schröder, 1988
  - Xiphophorus milleri Rosen, 1960 (Catemaco-Platy)
  - Xiphophorus variatus (Meek, 1904) (Papageienplaty, Papageienkärpfling)
  - Xiphophorus xiphidium (Hubbs & Gordon, 1934) (Schwertplaty)

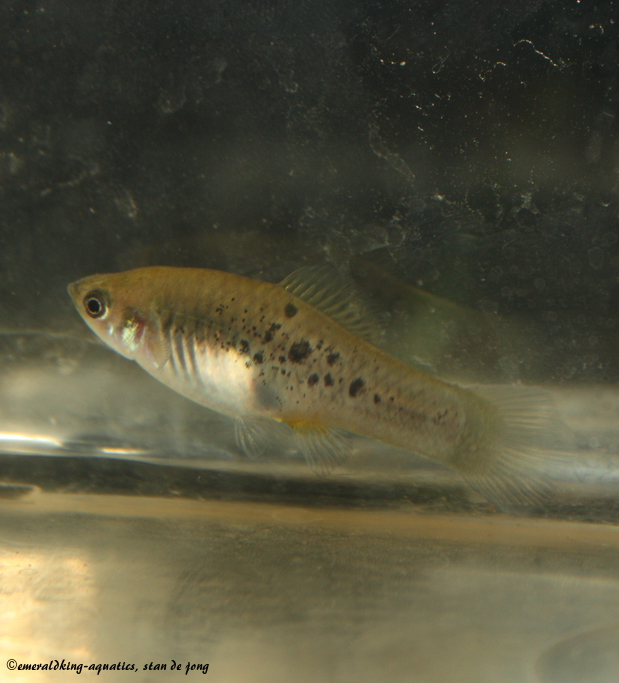
Xiphophorus evelynae
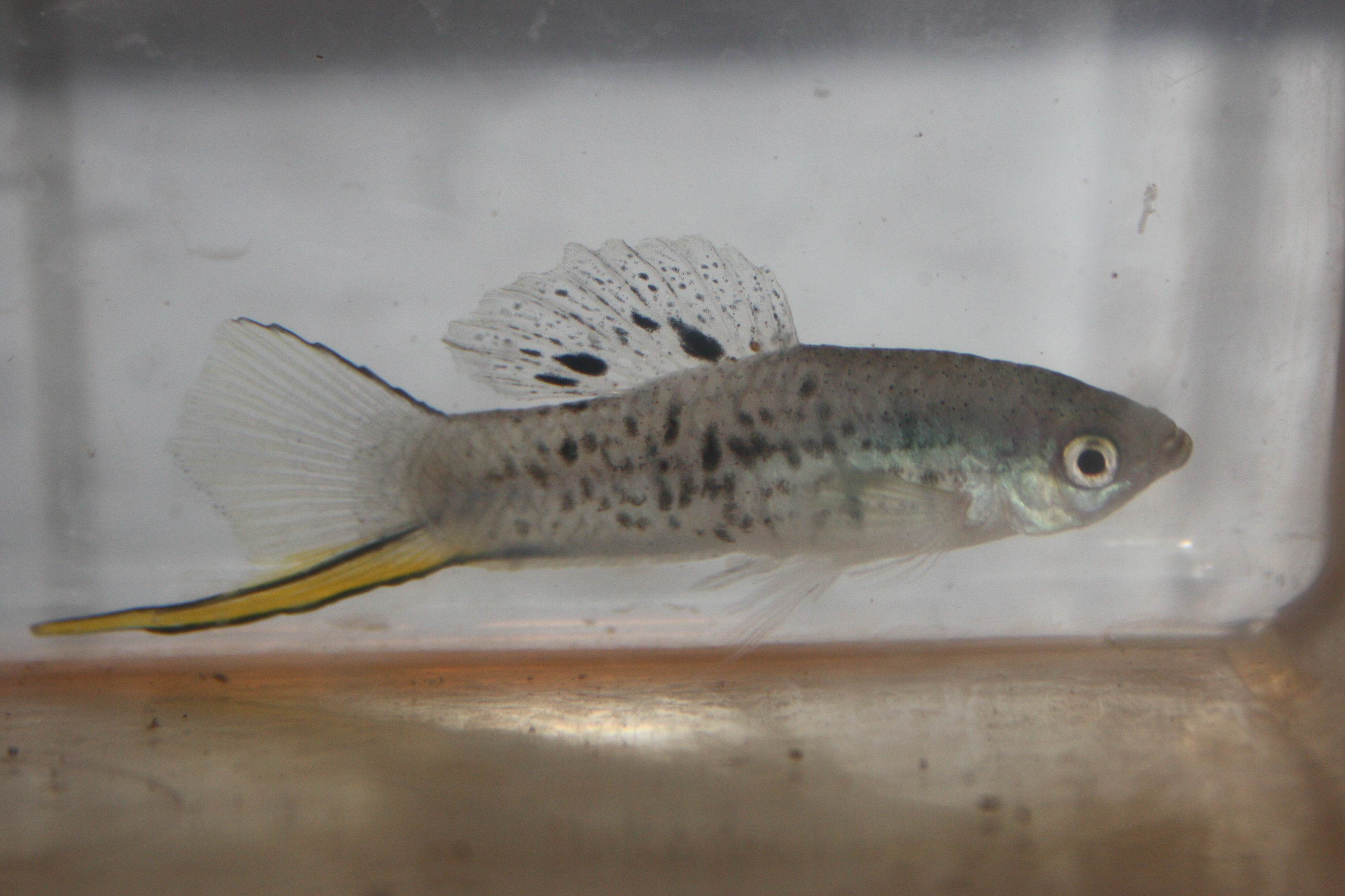
Xiphophorus nezahualcoyotl
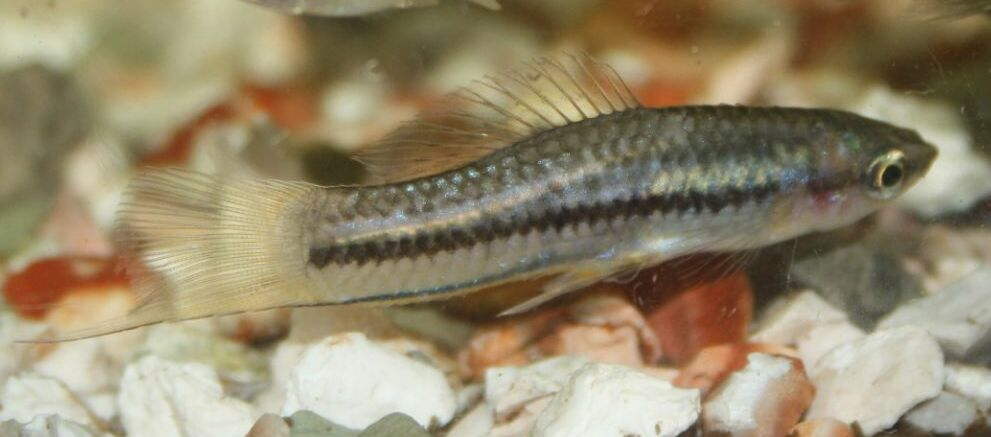
Xiphophorus nigrensis
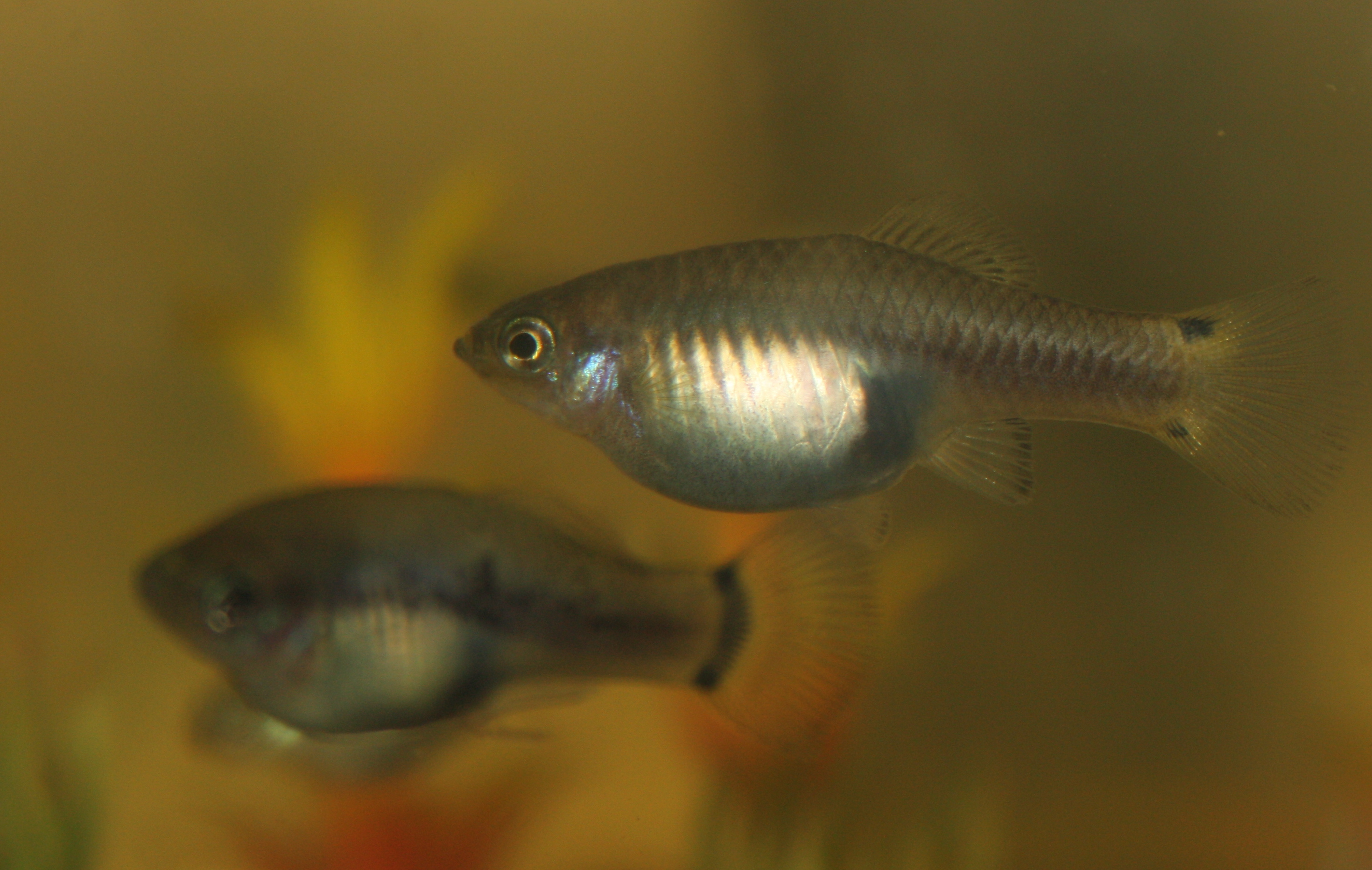
Xiphophorus xiphidium

## Aquaristik
Mit dem Schwertträger, dem Platy und dem Papageienkärpfling stellt die Gattung drei sehr weit verbreitete Süßwasserzierfische, von denen zahlreiche farbige Zuchtformen geschaffen wurden.

## Trivia
Die Xiph.Org Foundation (und die Vorgängergesellschaft Xiphophorus company), eine gemeinnützige Organisation für die Entwicklung von freien Multimedia-Formaten, -Protokollen und -Standards, wurde nach der Gattung Xiphophorus benannt.